# كابيتا
كابيتا مسلسل أنمي ياباني من إنتاج ستوديو كومت عرض لأول مره في 4 أكتوبر 2005 واستمر عرضه حتى 26 سبتمبر 2006 تمت دبلجة المسلسل للغة العربية .

## روابط خارجية
- TV Tokyo's Capeta website (باليابانية)
- كابيتا على موقع ANN manga (الإنجليزية)